# Итагуи
Итагуи (исп. Itagüí) — город в департаменте Антьокия, Колумбия.

## География
Город расположен в северо-западной части страны на высоте около 1550 метров над уровнем моря. Является одним из самых маленьких городов (имеющих статус муниципалитет) страны по площади и при этом самым плотнонаселённым из них. Площадь — 21,09 км² (12,7 км² — городская застройка, остальное — сельская), плотность населения — 10 969 чел/км². Фактически является южным пригородом города Медельин (от центра одного города до центра другого по прямой — около 8 километров).

## Описание
Неграмотны 4,9% населения старше 5 лет. 98,9% домов снабжаются электричеством, 97,5% подключены к водопроводу, 94,7% — к телефонной сети. На территории города расположены 2 из 28 станций метрополитена Медельина.
В городе расположена тюрьма строгого режима.

## Демография
Население
- 2005 — 230 272[2]
- 2012 — 231 340

Расовый состав
- Белые и метисы — 93,9%
- Коренные колумбийцы — 6,1%

## История
- 1743 год — первое поселение на месте будущего города
- 1832 год — открыта первая школа и получен статус города (муниципалитета).
- 1874 год, 24 марта — первая выставка-ярмарка домашнего скота.
- 1876 год, 26 марта — в городе заработал телеграф.
- 1920 год — по улицам города прошло первое механическое транспортное средство.
- 1931 год — в городе начал функционировать водопровод.
- 1945 год, 13 мая — открыта первая библиотека.
- 1988 год — впервые мэр города избран голосованием, а не назначением.

## Достопримечательности
- Парк Симона Боливара[исп.]
- Футбольный клуб «Итагуи», играющий на стадионе англ. Estadio Metropolitano Ciudad de Itagüí (открыт в 1994 году, вместимость — 12 тысяч зрителей).